# Somasca
Somasca är en by och en frazione i kommunen Vercurago i Lombardiet i norra Italien. I Somasca grundade Girolamo Emiliani Somaskerorden år 1534.